# هارون كوك (لاعب تايكوندو)
هارون كوك (بالإنجليزية: Aaron Cook؛ بالرومانية: Aaron Cook) هو لاعب تايكوندو مولدوفي وبريطاني، ولد في 2 يناير 1991 في دورشيستر (دورست) في المملكة المتحدة.

## وصلات خارجية
- أرون كوك على موقع TaekwondoData.com (الإنجليزية)
- أرون كوك على موقع اللجنة الأولمبية الدولية (الإنجليزية)
- أرون كوك على موقع أوليمبيديا (الإنجليزية)
- أرون كوك على موقع اللجنة الأولمبية البريطانية (الإنجليزية)